# Вінда (Вармінсько-Мазурське воєводство)
Вінда (пол. Winda) — село в Польщі, у гміні Барцяни Кентшинського повіту Вармінсько-Мазурського воєводства.
Населення — 194 особи (2011).
У 1975-1998 роках село належало до Ольштинського воєводства.

## Демографія
Демографічна структура станом на 31 березня 2011 року:
|          | Загалом | Допрацездатний вік | Працездатний вік | Постпрацездатний вік |
| -------- | ------- | ------------------ | ---------------- | -------------------- |
| Чоловіки | 96      | 22                 | 65               | 9                    |
| Жінки    | 98      | 17                 | 63               | 18                   |
| Разом    | 194     | 39                 | 128              | 27                   |